# Церква Святого Апостола Луки (Ставчинці)
Церква Святого Апостола Луки в Ставчинцях — парафія і храм греко-католицької громади Хмельницького деканату Кам'янець-Подільської єпархії Української греко-католицької церкви в селі Ставчинці Хмельницької области.

## Історія церкви
Парафію утворено та зареєстровано в 1997 році. До 2007 року богослужіння проводилися в пристосованому приміщенні. Дерев'яну церкву спорудили у 2006 році, а у 2007 році її освятив владика Василій Семенюк.
При парафії діють спільнота «Матері в молитві» та Вівтарна дружина.

## Парохи
- о. Роман Зозуля (з вересня 2007).